# Heinrich Rüthing
Heinrich Rüthing (* 5. August 1937 in  Paderborn; † 26. Juli 2017 in Bielefeld) war ein deutscher Historiker.

## Leben und Werk
Der Sohn eines Volksschullehrers studierte an den Universitäten Münster, Göttingen und Erlangen. An der Universität Erlangen wurde er 1965 bei Arno Borst mit einer Arbeit über den Karthäuser Heinrich von Kalkar (1328–1403) promoviert. Ab 1972 war er an der Universität Bielefeld tätig. Zunächst war er Assistent von Kaspar Elm und ab 1975 Akademischer Oberrat. Im Jahre 2002 ging er in den Ruhestand.
Er habilitierte sich 1985 mit einer Arbeit über die Stadt Höxter um 1500. Diese Arbeit gilt als Werk von paradigmatischem Rang der Stadtgeschichtsforschung. Seine Forschungsschwerpunkte waren Mittelalter-, Stadt-, Kloster- sowie Regionalgeschichte des Hochstifts Paderborn bzw. Ostwestfalens. Er arbeitete eng mit den regionalen Archiven und historischen Vereinen zusammen.
Rüthing war Mitglied der Historischen Kommission für Westfalen (ordentliches Mitglied 1986 bis 2012, danach korrespondierendes Mitglied), der Altertumskommission für Westfalen sowie des Vereins für Geschichte und Altertumskunde Westfalens, Abteilung Paderborn. Im Jahr 2012 erhielt er den Förderpreis für Westfälische Landeskunde, der jährlich vom Landschaftsverband Westfalen-Lippe verliehen wird.

## Schriften (Auswahl)
- Der Karthäuser Heinrich Egher von Kalkar 1328–1403 (= Studien zur Germania sacra. Bd. 8 = Veröffentlichungen des Max-Planck Instituts für Geschichte. Bd. 18). Vandenhoeck & Ruprecht, Göttingen 1967.
- Die mittelalterliche Universität. Eingeleitet und zusammengestellt von H. Rüthing. Vandenhoeck & Ruprecht, Göttingen 1973.
- Die Familie in einer deutschen Kleinstadt am Übergang vom Mittelalter zur Neuzeit. In: Neithard Bulst, Joseph Goy, Jochen Hoock (Hrsg.): Familie zwischen Tradition und Moderne. Studien zur Geschichte der Familie in Deutschland und Frankreich vom 16. bis zum 20. Jahrhundert (= Kritische Studien zur Geschichtswissenschaft. Band 48). Göttingen 1981, S. 19–38.
- Höxter um 1500. Analyse einer Stadtgesellschaft. Verlag Bonifatius-Druckerei, Paderborn 1986.
- als Hrsg.: Die Chronik Bruder Göbels. Aufzeichnungen eines Laienbruders aus dem Kloster Böddeken (1502–1543). Verlag für Regionalgeschichte, Bielefeld 2005.
- mit Werner Best: Die Iburg bei Bad Driburg, Kreis Höxter. Altertumskommission für Westfalen, Münster 2006.
- Der Wittekindsberg bei Minden als »heilige Stätte«. 1000 bis 2000 (= Religion in der Geschichte. Bd. 15). Verlag für Regionalgeschichte, Bielefeld 2008, ISBN 978-3-89534-685-9.
- Johannes Probus: Chronica monasterii beati Meynulphi in Bodeken. Aufzeichnungen aus dem Kloster Böddeken 1409 bis 1457 (= Veröffentlichungen der Historischen Kommission für Westfalen. Neue Folge. Bd. 36). Herausgegeben und übersetzt von Heinrich Rüthing. Verlag für Regionalgeschichte, Bielefeld 2016, ISBN 978-3-7395-1036-1.